# نووه ستراشتسی
نووه ستراشتسی (به چکی: Nové Strašecí) یک منطقهٔ مسکونی و شهرستان دارای شهرک سابقاً روستا در جمهوری چک است که در ناحیه راکوونیک واقع شده‌است. نووه ستراشتسی ۵٬۲۰۳ نفر جمعیت دارد.